# 柯林·特雷沃羅
科林·特莱沃若（英語：Colin Trevorrow，1976年9月13日—），美国电影男导演、编剧和监制。2012年作品《安全无保障》为其成名作，2015年执导科幻片《侏罗纪世界》。

## 生平
他生于加州旧金山湾区，成长于奥克兰，1999年毕业于纽约大学的艺术学院。
2002年他编剧并执导了一部短片 Home Base，之后在网络上获得了超过2000万次的点击。2015年导演的科幻恐龙作品《侏罗纪世界》上映后打破多项票房纪录，包括北美首周末记录、全球首周记录和北美次周末记录，最终以16.6亿美元成为全球影史票房第四高的电影。
2015年8月15日，華特迪士尼影業集團的董事艾倫·F·霍恩宣布，崔佛洛將執導第九部《星際大戰》電影。2017年9月，宣布崔佛洛已退出第九部《星際大戰》電影的製作。

## 私生活
他与妻子以及两个孩子生活在佛蒙特州。

## 电影作品
| 年份 | 譯名                        | 原名                             | 导演 | 监制 | 编剧 | 备注           |
| ---- | --------------------------- | -------------------------------- | ---- | ---- | ---- | -------------- |
| 2002 | -                           | Home Base                        | 是   | 是   | 是   | 短片           |
| 2004 | -                           | Reality Show                     | 是   | 是   | 是   |                |
| 2012 | 《安全无保障》              | Safety Not Guaranteed            | 是   | 是   | 否   |                |
| 2015 | 《侏罗纪世界》              | Jurassic World                   | 是   | 否   | 是   | 也聲演Mr. DNA  |
| 2017 | 《亨利之書》                | The Book of Henry                | 是   | 否   | 否   |                |
| 2017 | -                           | Intelligent Life                 | 否   | 是   | 是   |                |
| 2018 | 《侏羅紀世界：殞落國度》    | Jurassic World: Fallen Kingdom   | 否   | 是   | 是   | 執行製片人     |
| 2019 | 《侏羅紀世界：巨石之戰》    | Battle at Big Rock               | 是   | 否   | 是   | 短片           |
| 2019 | 《STAR WARS：天行者的崛起》 | Star Wars: The Rise of Skywalker | 否   | 否   | 是   | 故事；早期草稿 |
| 2022 | 《侏羅紀世界：統霸天下》    | Jurassic World: Dominion         | 是   | 是   | 是   | 執行製片人     |
| 2024 | 《進行革命》                | Taste the Revolution             | 否   | 是   | 是   | 執行製片人     |
| 2025 | 《笑闖黑幫》                | Deep Cover                       | 否   | 是   | 是   |                |